# After Chabón
After Chabón é o terceiro e último álbum de estúdio da banda pioneira do rock argentino Sumo. O álbum foi lançado no segundo semestre de 1987, poucos meses antes da morte de Luca Prodan, o líder do grupo
É considerado pelo próprio como o melhor álbum do grupo.
A apresentação do disco ocorreu no dia 10 de outubro de 1987, no Estadio Obras Sanitarias, diante de um público de 4.000 pessoas. Como convidados do show, estiveram Tito Fargo, Semilla Bucciarelli e Andrés Calamaro.

## Faixas
1. Crua chan (3:32)
2. No tan distintos (2:42)
3. Banderitas y globos (3:00)
4. Mañana en el Abasto (4:08)
5. Hola Frank (3:12)
6. Ojos de terciopelo (3:35)
7. Lo quiero ya (2:18)
8. La gota en el ojo (3:04)
9. El cieguito volador (3:21)
10. No te pongas azul (4:06)
11. Noche de paz (2:09)
12. Percussion baby (3:46)

## Créditos
- Luca Prodan: Voz.
- Ricardo Mollo: Guitarra.
- Germán Daffunchio: Guitarra.
- Diego Arnedo: Baixo, Contrabaixo e Teclado.
- Alberto Troglio: Bateria e Percussão.
- Roberto Pettinato: Saxofone, Acordeón e Piano.
- Alejandro Sokol: Voz, Baixo e Bateria.

## Prêmios e Honrarias
- A revista Rolling Stone Argentina colocou este álbum na posição n.º 42 da lista "los 100 mejores discos del rock argentino".[6]

## Legados
A canção mais famosa do grupo (Mañana en el Abasto) se encontra neste álbum.
O álbum é um dos 10 citados no livro 10 discos del rock nacional presentados por 10 escritores